# Fontaine de Soubeyran
Pour les articles homonymes, voir Soubeyran.
La fontaine Griffon de Soubeyran est une fontaine située à Mende en France. Elle s'appelle plus simplement Fontaine du Griffon. 
Grifon en occitan signifie robinet.

## Localisation
La fontaine est située sur la place du Griffon à Mende dans le département français de la Lozère. Cette place portait le nom de place de Soubeyran avant.

## Historique
Datant du XIVe siècle, l'édifice est inscrit au titre des monuments historiques en 1946.